# Samarobriva

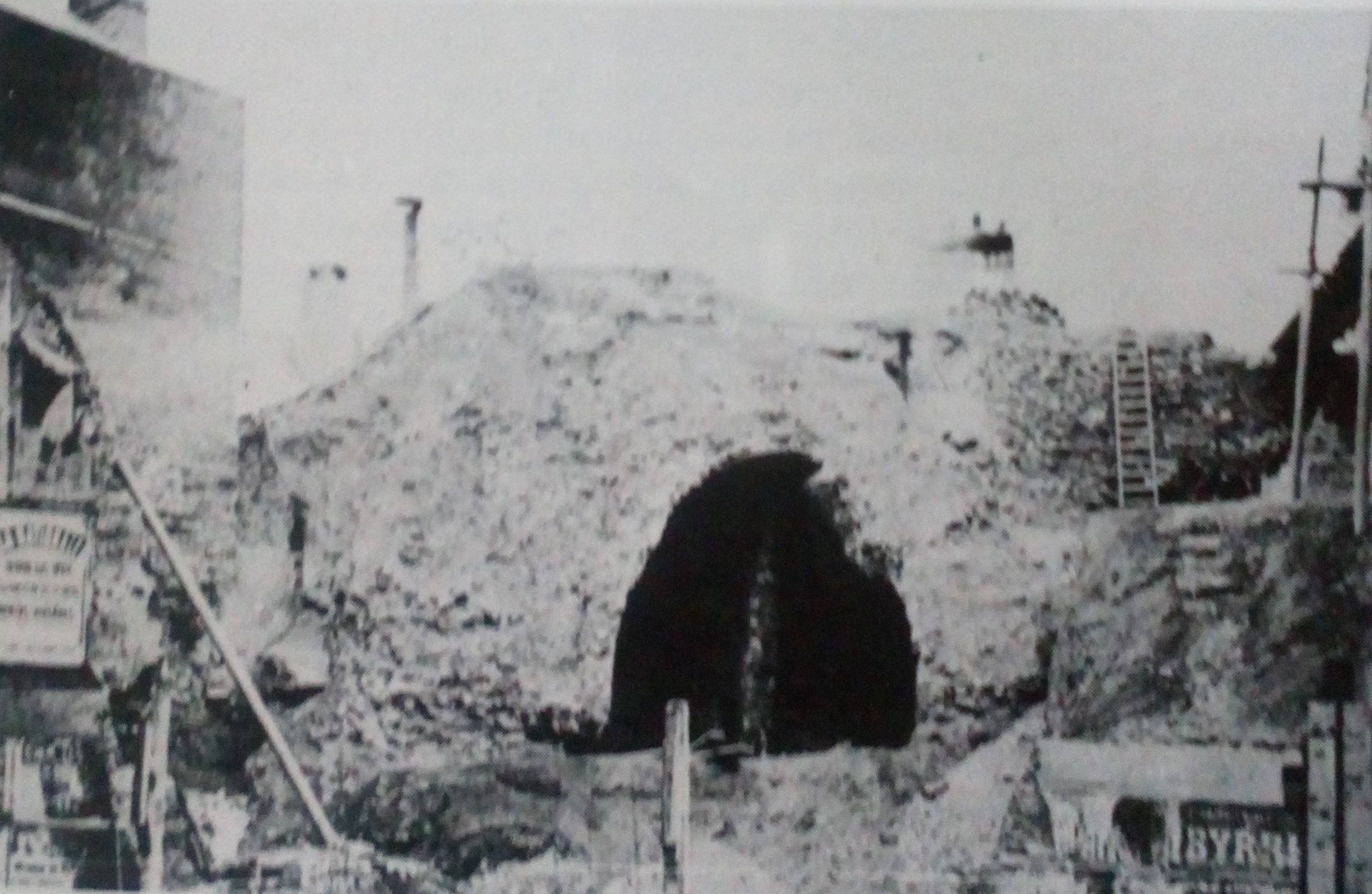
Opgraving van het amfitheater (1900)

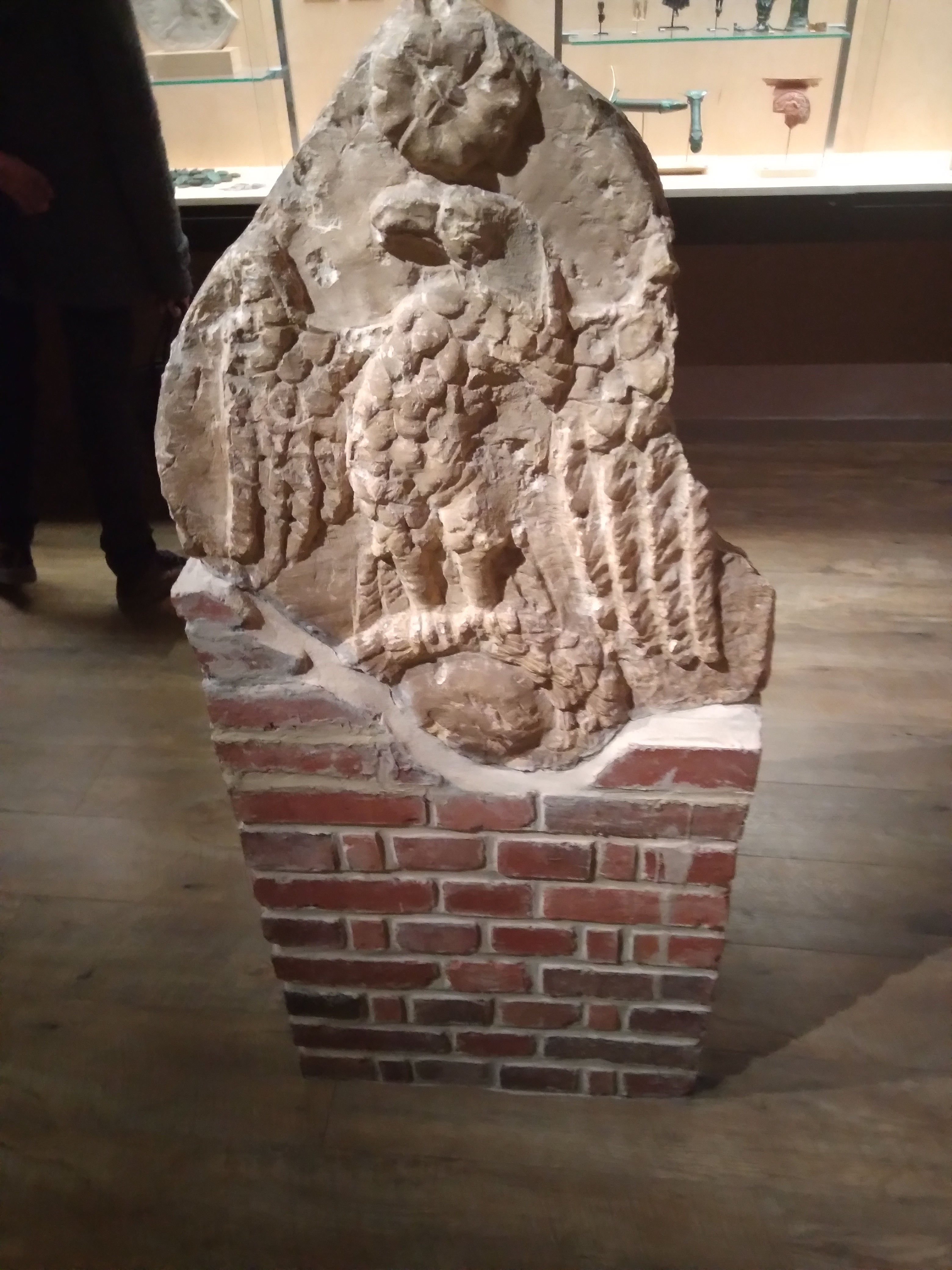
Altaar gevonden in Amiens

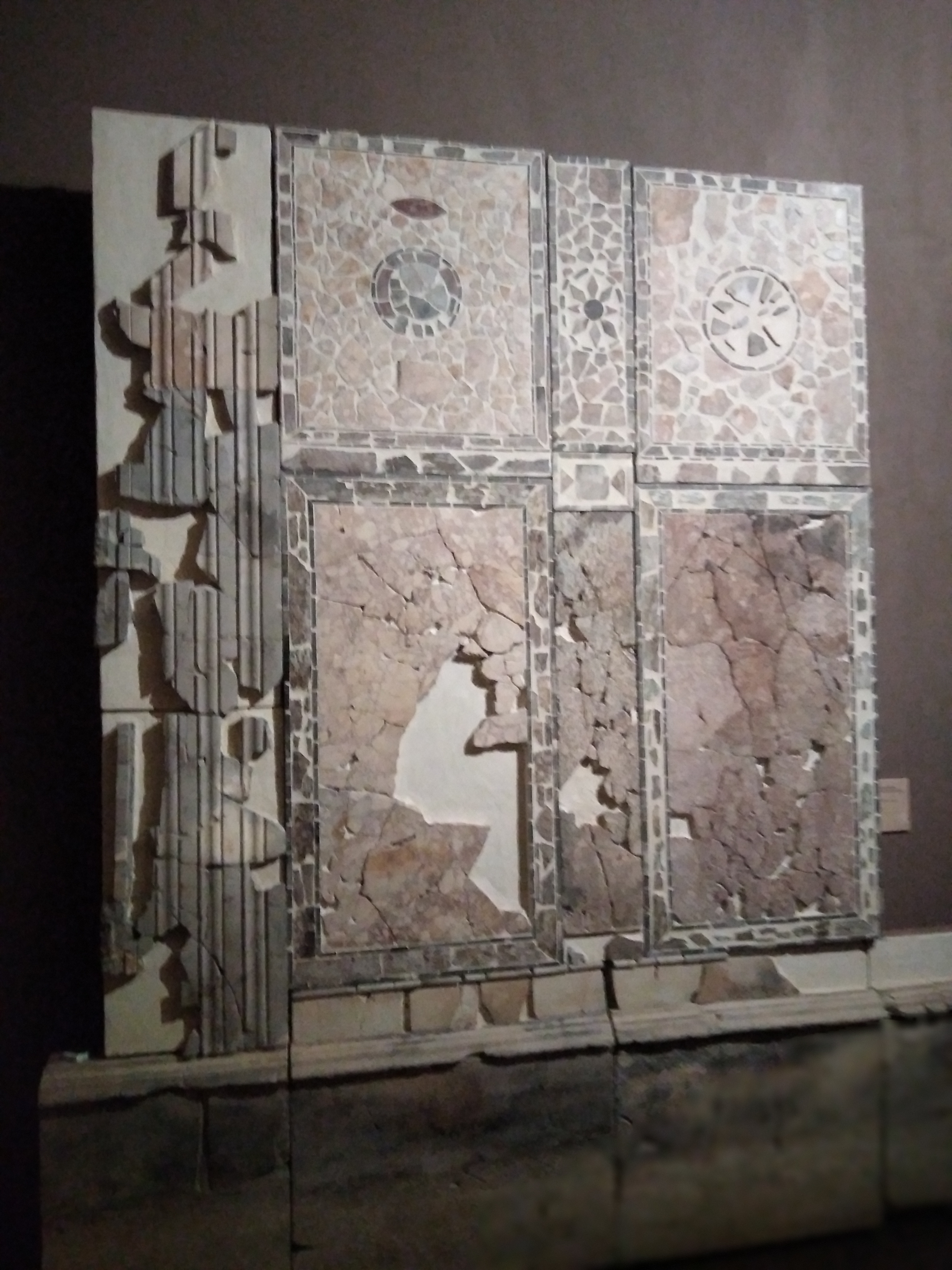
Wandversiering uit de thermen (Musée de Picardie)

Samarobriva was de naam van de Franse stad Amiens gedurende de eerste eeuwen van de Gallo-Romeinse tijd.

## Oorsprong van de naam
De Gallo-Romeinse naam van de stad was Samarobriva, wat in de lokale taal «brug (briva) over de Somme (Samara)» betekende. Net als in veel andere plaatsen in Gallië is de lokale naam van de Gallische stam, de Ambiani, later ook de naam van hun hoofdstad geworden. De naam Samarobriva is vervangen door de meervoud accusatiefvorm "Ambienos" of van het meervoud ablatief-locatief "Ambianis".

## Geschiedenis
Het gebied werd al tijdens de prehistorie bewoond. Toen de Romeinen de streek voor het eerst betraden werd het gebied door een  Gallisch volk, de Ambiani bewoond. Er is zeer weinig bekend over de oude Gallische stad, mede doordat er niet veel archeologisch onderzoek heeft plaatsgevonden. De Romeinen merkten de strategische ligging van de stad al vroeg op. In zijn werk, De Bello Gallico (Over de oorlog in Gallië), vermeldt Julius Caesar dat hij zijn winterkamp van de herfst van 54 v.Chr. tot de lente 53 v.Chr. in Samarobriva opsloeg. In het daaropvolgende jaar deed hij zijn eerste poging om Britannia te veroveren. Hij riep het Concilium Galliae twee keer bijeen.
De stad maakte in de eerste eeuw n.Chr. een belangrijke ontwikkeling door. Dit hing samen met het besluit van de Romeinse keizer Claudius I om Britannia te veroveren. Hiervoor was het nodig nieuwe wegen aan te leggen in de provincie Gallia Belgica. Door deze ontwikkeling en door de gunstige ligging aan de Somme kwam de stad centraler te liggen. Het relatieve belang van de stad nam toe. Samarobriva werd een van de belangrijkste knooppunten in het Noord-Gallische wegennet. De weg tussen Lugdunum (Lyon) en Bononia (Boulogne-sur-Mer) kruiste hier een aantal andere wegen.
Gedurende deze periode werd een aantal openbare gebouwen opgericht: 
- een groot forum (320 bij 125 meter, op de plaats van het huidige stadhuis en het paleis van justitie);
- Romeinse baden (nu de rue de Beauvais, tegenover de kerk van Sint-Germanus);
- een amfitheater met 15.000 zitplaatsen (heden ten dage het parkeerterrein voor het stadhuis).

De plattegrond van de stad werd volgens een klassiek Romeins orthogonaal plan uitgelegd. De straten kruisten elkaar onder rechte hoeken. Hierdoor werden insulae gevormd.
In 287 werd de heilige Firminus de eerste bisschop van Amiens. Hij predikte het Christendom in de stad. Op 25 september 303 werd hij onthoofd.
Aan het begin van de 4e eeuw werd de Romeinse usurpator Magnentius in Samarobriva geboren.
Gedurende de 4e eeuw werd het amfitheater verbouwd tot een fort: het Castillon. Dit fort omsloot een gebied van ongeveer 8 hectare en was daarmee een van de grootste forten in het noorden van Gallië.

## Externe bron
- Richard Stilwell e.a, The Princeton Encyclopedia of Classical Sites, Samarobriva